# Just Add Magic: Mystery City
Just Add Magic: Mystery City  è una serie televisiva per famiglie, spin-off di Just Add Magic.
È stato prodotto da Amazon Prime Video.
Il 30 dicembre 2019 è uscito il trailer. Tutta la serie è stata pubblicata su Amazon Prime Video il 17 gennaio 2020.

## Trama
Nella serie spin-off, seguiamo il Libro magico a Bay City, i nuovi protettori sono: Zoe (Jolie Hoang-Rappaport), Ish (Jenna Qureshi) e Leo (Tyler Sanders). Zoe, volendo saperne di più su suo padre che era morto quando lei aveva due anni, scopre un libro in biblioteca che era stato associato a lui. Il libro racconta una storia della fine del 1800, narrata dal punto di vista di Ian Maddox (Shane Harper), che allora era un protettore insieme ai fratelli Clint e Folsom Wesson. I fratelli Wesson divennero affamati di potere e crearono un magico lievito madre (chiamato "starter")che li avrebbe aiutati a ottenere grandi quantità di oro, ma lo svantaggio dell'incantesimo era che causava distruzione. Con l'assistenza di Charles Peizer (Zach Callison), Ian Maddox viaggiò nel futuro per nascondere lo "starter" ai fratelli Wesson. Zoe, Ish e Leo si ritrovano in una corsa contro i discendenti dei Wesson per trovare il lievito madre. Il loro obiettivo è trovare tre monete che li aiutino a scoprire dove si trova lo "starter" e poi a distruggerlo una volta per tutte, se i Wesson non lo ottengono prima. Verso la fine, con l'aiuto di Kelly (Olivia Sanabia), Darbie (Abby Donnelly) e Hannah (Aubrey K. Miller), il trio riesce a salvare il mondo da tutta la distruzione che potrebbe essere causata dall'uso dello "starter", per poterlo distruggeredevono condividere la cosa più preziosa che hanno: "Magia" e di conseguenza, la magia lascia il libro e viene distribuita in tutto il mondo.

## Episodi
|    | Titolo Italiano              |
| -- | ---------------------------- |
| 1  | Un pizzico di opposizione    |
| 2  | Aggiungi dei numeri          |
| 3  | Aggiungi Papá                |
| 4  | Aggiungi moneta              |
| 5  | Un pizzico di volume         |
| 6  | Aggiungi qualche anno di piú |
| 7  | Un pizzico di perspicacia    |
| 8  | Un pizzico di colore         |
| 9  | Aggiungi dei Waffle          |
| 10 | Aggiungi il finale           |